# Filmografia de Robin Williams

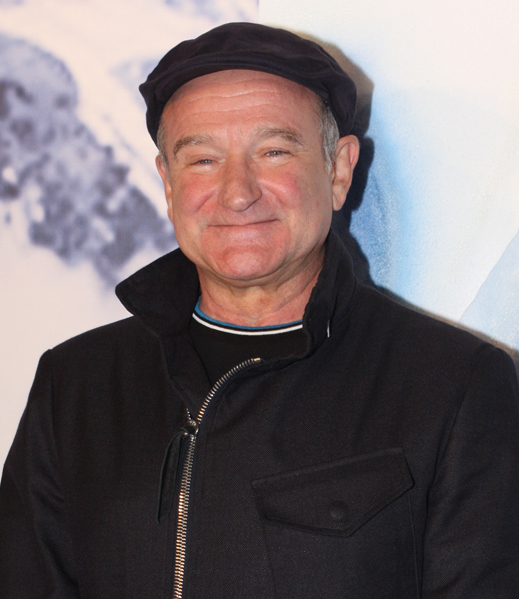
Robin Williams durante a première de Happy Feet Two, em 2011.

Ao longo de sua extensa carreira cinematográfica, o ator e dublador estadunidense Robin Williams estrelou alguns dos mais-bem sucedidos filmes das décadas de 80 e 90, sendo considerado pela crítica especializada um dos mais populares e recorrente comediantes de sua geração. Williams se formou em artes cênicas pelo College of Marin, na Califórnia e posteriormente concluiu sua formação no renomado Juilliard School de Nova Iorque. Após assumir papéis variados no programa televisivo The Richard Pryor Show (1977), Williams assumiu um papel fixo no programa humorístico Rowan & Martin's Laugh-In, liderado pelos comediantes Dan Rowan e Dick Martin. Entre 1978 e 1982, o ator estrelou a série Mork & Mindy antes de sua estreia no cinema como o personagem título em Popeye (1980).
Nos anos seguintes, Williams atuou em comédias dramáticas de pouca repercussão comercial, incluindo Moscow on the Hudson (1984) que rendeu-lhe sua primeira indicação ao Globo de Ouro de Melhor Ator em Comédia. Em 1987, Williams interpretou o inventivo militar norte-americano Adrian Cronauer na comédia dramática Good Morning, Vietnam, sendo este considerado seu primeiro papel de grande destaque e que rendeu-lhe sua primeira indicação ao Oscar de Melhor Ator Principal. Seguindo o sucesso comercial e de crítica deste filme, Williams passou a atuar em produções de comédia dramática com temáticas sociais pertinentes como Dead Poets Society (1989), Awakenings (1990) e The Fisher King (1991), este último resultando em sua terceira indicação ao Oscar de Melhor Ator Principal. Ao longo da década de 1990, o ator estrelou filmes de comédia romântica de temática familiar como Hook (1991), em que deu vida a uma versão reimaginada e mais dramática de Peter Pan, The Timekeeper (1992) e Mrs. Doubtfire (1993). No entanto, seus maiores sucessos de bilheteria da década foram as atuações na fantasia Jumanji (1995) - em que dividiu as telas com Kirsten Dunst e David Alan Grier - e sua dublagem do personagem Gênio na animação Aladdin (1992). Ainda na mesma década, Williams estrelou o drama Patch Adams (1998) e o ficção científica Bicentennial Man (1999), baseado no romance homônimo de Isaac Asimov. 
Nos anos 2000, Williams estrelou a ficção científica A.I. Artificial Intelligence (2001), o terror psicológico Insomnia (2002) e a comédia The Big White (2005). Ainda nesse mesmo período, o ator voltou à dublagem estrelando a animação Robots (2005) e o premiado musical animado Happy Feet (2006). Em 2006, Williams também deu vida a uma versão cômica e do presidente estadunidense Theodore Roosevelt na comédia Night at the Museum dividindo as telas com Ben Stiller e reprisando o papel nas sequências Night at the Museum: Battle of the Smithsonian (2009) e Night at the Museum: Secret of the Tomb (2014). O filme dramático The Angriest Man in Brooklyn (2014), dirigido por Phil Alden Robinson e co-estrelado por Mila Kunis, veio a ser a última atuação de Williams lançada com o ator ainda vivo. 

## Filmografia

### Cinema
| Ano  | Título original                                  | Papel                                      | Diretor                  | Ref.  |
| ---- | ------------------------------------------------ | ------------------------------------------ | ------------------------ | ----- |
| 1977 | Can I Do It 'Till I Need Glasses?                | Advogado / Homem com dor de dente          | I. Robert Levy           |       |
| 1980 | Popeye                                           | Popeye                                     | Robert Altman            | [ 4 ] |
| 1982 | The World According to Garp                      | T.S. Garp                                  | George Roy Hill          |       |
| 1983 | The Survivors                                    | Donald Quinelle                            | Michael Ritchie          |       |
| 1984 | Moscow on the Hudson                             | Vladimir Ivanoff                           | Paul Mazursky            |       |
| 1986 | Seize the Day                                    | Tommy Wilhelm                              | Fielder Cook             |       |
| 1986 | Club Paradise                                    | Jack Moniker                               | Harold Ramis             |       |
| 1986 | The Best of Times                                | Jack Dundee                                | Roger Spottiswoode       |       |
| 1987 | Good Morning, Vietnam                            | Adrian Cronauer                            | Barry Levinson           |       |
| 1988 | The Adventures of Baron Munchausen               | Rei da Lua                                 | Terry Gilliam            |       |
| 1988 | Portrait of a White Marriage                     | Vendedor de ar condicionado                | Harry Shearer            |       |
| 1989 | Dead Poets Society                               | John Keating                               | Peter Weir               |       |
| 1990 | Cadillac Man                                     | Joey O'Brien                               | Roger Donaldson          |       |
| 1990 | Awakenings                                       | Dr. Malcolm Sayer                          | Penny Marshall           |       |
| 1991 | Dead Again                                       | Dr. Cozy Carlisle                          | Kenneth Branagh          |       |
| 1991 | The Fisher King                                  | Henry "Parry" Sagan                        | Terry Gilliam            |       |
| 1991 | Hook                                             | Peter Banning                              | Steven Spielberg         |       |
| 1992 | Toys                                             | Leslie Zevo                                | Barry Levinson           |       |
| 1992 | Aladdin                                          | Gênio / Mercador (voz)                     | Ron Clements John Musker |       |
| 1992 | FernGully: The Last Rainforest                   | Batty Koda (voz)                           | Bill Kroyer              |       |
| 1992 | Shakes the Clown                                 | Mime Jerry                                 | Bobcat Goldthwait        |       |
| 1993 | Mrs. Doubtfire                                   | Daniel Hillard / Sra. Euphegenia Doubtfire | Chris Columbus           |       |
| 1994 | Being Human                                      | Hector                                     | Bill Forsyth             |       |
| 1995 | Jumanji                                          | Alan Parrish                               | Joe Johnston             |       |
| 1995 | To Wong Foo, Thanks for Everything! Julie Newmar | John Jacob Jingleheimer Schmidt            | Beeban Kidron            |       |
| 1995 | Nine Months                                      | Dr. Kosevich                               | Chris Columbus           |       |
| 1996 | Aladdin and the King of Thieves                  | Gênio (voz)                                | Tad Stones               |       |
| 1996 | Hamlet                                           | Osric                                      | Kenneth Branagh          |       |
| 1996 | The Secret Agent                                 | O Professor                                | Christopher Hampton      |       |
| 1996 | Jack                                             | Jack Powell                                | Francis Ford Coppola     |       |
| 1996 | The Birdcage                                     | Armand Goldman                             | Mike Nichols             |       |
| 1997 | Good Will Hunting                                | Sean Maguire                               | Gus Van Sant             |       |
| 1997 | Flubber                                          | Professor Philip Brainard                  | Les Mayfield             |       |
| 1997 | Deconstructing Harry                             | Mel                                        | Woody Allen              |       |
| 1997 | Fathers' Day                                     | Dale Putley                                | Ivan Reitman             |       |
| 1998 | Patch Adams                                      | Dr. Hunter "Patch" Adams                   | Tom Shadyac              |       |
| 1998 | What Dreams May Come                             | Chris Nielsen                              | Vincent Ward             |       |
| 1999 | Bicentennial Man                                 | Andrew Martin                              | Chris Columbus           |       |
| 2013 | The Big Wedding                                  | Padre Moinighan                            | Justin Zackham           |       |
| 2013 | The Face of Love                                 | Roger                                      | Arie Posin               | [ 5 ] |
| 2013 | The Butler                                       | Presidente Dwight D. Eisenhower            | Lee Daniels              | [ 6 ] |